# André Weiss
Charles André Weiss, (n. 30 septembrie 1858, Mulhouse, Franța – d. 31 august 1928, Haga, Olanda de Sud, Țările de Jos) a fost  un jurist francez, profesor de drept la universitățile din Dijon și Paris. 

## Biografie
André Weiss s-a născut în Mulhouse, fiul lui Louis Weiss și al soției sale Salomé Eugénie Kiener . A studiat la Facultatea de Drept din Paris . A fost profesor asociat la Universitatea Burgundiei din Dijon între 1881 și 1891. În 1891 a fost numit profesor asociat la Facultatea de Drept din Paris. A fost profesor titular de drept privat din 1896 până în 1908 și, din 1908, titular al catedrei de drept internațional și drept internațional privat.  Începănd din 1907 a fost și consilier juridic al Ministerului de externe al Franței.  A fost delegat la Conferința de pace de la Paris (1919).
André Weiss a fost judecător la Curtea Permanentă de Justiție Internațională de la Haga între 1922 și 1928. A susținut un curs în 1923 la Academia de Drept Internațional de la Haga. A fost ales membru al Academiei de Științe Morale și Politice în 1914, devenind vicepreședintele acesteia în 1926 .

## Viața personală
André Weiss s-a căsătorit cu Irma Justine Eugénie Liotard-Vogt pe 5 octobre 1886 în Dijon.

## Publicații
- Traité théorique et pratique de droit international privé, 6 vol., Paris, 1892-1913.
- Manuel de droit international privé. Paris 1905